# Anapest
Een anapest (mv. anapesten) (Oudgrieks: ἀνάπαιστος (anapaistos), teruggeslagen, omgekeerd) is een versvoet bestaande uit twee onbeklemtoonde lettergrepen gevolgd door een beklemtoonde lettergreep. Men noteert de anapest als {\displaystyle \smile \smile -}. Een anapest is het 'spiegelbeeld' van een dactylus.
Anapest is als woord zelf metrisch gezien een anapest, en is daarmee een zelfvervuller. Dit vormt een ezelsbruggetje om deze versvoet te onthouden.

## Voorbeeld van anapestische tetrameter
Kan het zijn dat de lier, die sinds lang niet meer ruiste,
die sinds lang tot geen harten in dichtmuziek sprak,
weer opeens van verrukking en hemellust bruiste,
en in stromende galmen het stilzwijgen brak?
Uit: Vijf en Twintig Jaren, Isaac da Costa

## Voorbeeld van anapestische pentameter
O, mijn hart voelt zo zwaar langs de wegen die ik ga, daar het einde
Der reis, hoewel rust en comfort, mij ook leert wat me deert:
Dat hoezeer ik ook verlang naar de rust die me wacht, 't niet volstaat
Om jouw beeld te vergeten en d'afstand steeds groeit die ons scheidt.
Fragment uit Sonnet 50 van Shakespeare, vertaald door Jules Grandgagnage
(De anapest imiteert de 'drietelgang' van de galop van het paard waarop de ruiter in het sonnet zit).